# Îlot Sacré
Îlot Sacré (vertaalbaar als heilig eilandje) is een toeristische buurt in het centrum van de Belgische hoofdstad Brussel. In de nauwe straten tussen de Grote Markt en de Muntschouwburg verdringen zich tientallen horecazaken. De naam is bedacht in de jaren 50.

## Situering en beschrijving
Het ruwweg rechthoekige Îlot Sacré is afgegrensd door de Greepstraat, de Grasmarkt, de Bergstraat en de Schildknaapstraat-Arenbergstraat. De straten van het eigenlijke Îlot Sacré liggen binnen deze perimeter: Beenhouwersstraat, Korte Beenhouwersstraat, Predikherenstraat, Eenmansstraatje, Huidenmarkt, Getrouwheidsgang, Ossekopgang en Paternostergang. De buurt ligt binnen de UNESCO-bufferzone rond de Grote Markt en is als zone beschermd, maar op de Koninklijke Sint-Hubertusgalerijen na telt hij weinig geklasseerde gebouwen.
De hoofdstraten hebben nog hun middeleeuwse tracé. De gebouwen erlangs zijn veelal reconstructies met topgevels in een historiserende stijl.
Behalve in de Sint-Hubertusgalerijen, zijn de handelszaken van het Îlot Sacré bijna uitsluitend restaurants, waardoor men is gaan spreken over de 'maag van Brussel' (ook wel "ventre de Bruxelles"), benaming die voorheen toekwam aan de verdwenen Vismarkt. Op de bovenverdiepingen heerst veel leegstand, door het ontbreken van afzonderlijke ingangen.

## Geschiedenis
Sinds 1550 is het tracé van de Beenhouwersstraat, de Korte Beenhouwersstraat en de Predikherenstraat nagenoeg niet meer gewijzigd. Ze geven toegang tot doodlopende steegjes en gangen die zijn aangelegd in de 18e eeuw. Op het uiteinde ervan huisden veel slachterijen, die vanaf 1830 om hygiënische redenen gesloten werden. Tegen het midden van de eeuw werden de chique Koninklijke Sint-Hubertusgalerijen ingeplant tussen de nauwe straten. Op de restaurants was het nog wachten tot eind 19e eeuw.
In tegenstelling tot de nabijgelegen Putterij, werd het Ilot Sacré gespaard door de Noord-Zuidverbinding. In de aanloop naar de Wereldtentoonstelling van 1958 kon de Ligue esthétique belge plannen verijdelen om de Beenhouwersstraat te verbreden door de huizen aan één zijde af te breken. Drijvende kracht achter deze eerste urbanistische drukkingsgroep was voorzitter Pierre Grosjean. Bij zijn aantreden in 1956 kondigde burgemeester Lucien Cooremans zijn intentie aan om in het stadscentrum reservaten te creëren die tot elke prijs moesten bewaard worden. Een zevental dergelijke îlots zagen het licht, als tegengewicht voor het modernisme elders in de stad. Voor het Îlot Sacré werd, na tussenkomst van de liga, een bijzonder plan van aanleg uitgewerkt in de stedelijke Commissie Stedebouw en op 21 maart 1960 aangenomen. Het doel ervan was essentieel toeristisch. Op termijn zouden deze voorschriften leiden tot de transformatie van de wijk tot een historisch twijfelachtig maar visueel coherent geheel. Stadsarchitect Jean Rombaux hanteerde een homogene, puristische stijl in de lijn van zijn voorganger François Malfait. Voor zijn ontwerpen greep Rombaux terug naar het Comité d'études du Vieux Bruxelles, waarin Malfait nog had gezeteld.
De handelaars droegen bij aan het nieuwe élan door op 3 juni 1960 een folkloristische vereniging op te richten (Jean Van Calck, Emile Pauwen, Georges Lempereur...). Deze transformeerde zich in 1964 tot de vzw Commune Libre de l'Îlot Sacré, naar Frans voorbeeld (de Commune Libre du Vieux Monmartre). Ze organiseert jaarlijks een folklorefeest in september.
2008 was een bewogen jaar in het Îlot Sacré. Denis Debouvrie, de gevreesde 'wijkkoning' en gewiekste plaatser van Jeanneke Pis, werd vermoord teruggevonden met overgesneden keel. Door een procedurefout ontsnapte de verdachte aan een assisenproces. In 2009 stonden veertien restaurantuitbaters terecht op een groot fraudeproces.
Tot eind 2016 kon men het jaar rond eten onder geluifelde terrassen. Sedertdien heeft de stedelijke overheid de luifels verboden en is ze strenger gaan toezien op de seizoensregeling (van begin april tot eind oktober) en op het aanspreken en lokken van passanten (officieel verboden maar lange tijd courante praktijk). In 2017 werd een renovatie aangevat die de terracotta klinkers uit 1970 zal vervangen door porfieren Maasstenen.